# Péninsule Wandammen
La Péninsule Wandammen est une péninsule indonésienne de Nouvelle-Guinée.

## Situation
Elle se situe au sud du golfe de Cenderawasih en Papouasie occidentale. Les monts Wondiwoi qui culminent à 2 252 m forment le principal relief de cette  péninsule et l'île Roon se situe dans son prolongement.

## Biodiversité
La réserve naturelle Wondiwoi/Wandammen de 730 km2 protège la grande biodiversité que renferme la péninsule.